# (1270) Datura
(1270) Datura ist ein Asteroid des Hauptgürtels, der am 17. Dezember 1930 vom belgischen Astronomen George Van Biesbroeck am Yerkes-Observatorium in Williams Bay, Wisconsin entdeckt wurde. 
Der Asteroid ist benannt nach der Pflanzengattung der Stechäpfel.